# NP
Inden for kompleksitetsteori er NP (eng: Non-deterministic Polynomial time, "ikke-deterministisk polynomiel tid") den mængde af beslutningsproblemer der kan løses i polynomiel tid på en nondeterministisk Turingmaskine. Tilsvarende er det mængden af problemer hvis løsninger kan blive verificeret af en deterministisk turingmaskine i polynomiel tid.